# Liste des ordonnances médiévales touchant aux métiers
Listes des ordonnances médiévales touchant aux métiers

## Règne deLouis IX
- Livre des métiers d'Etienne Boileau (Paris, 1268)

## Règne deLouis XI
- Ordonnance des bannières (Chartres, juin 1467)
- Édit concernant les fonctions des notaires de Lyon (Saint-Laurent-des-Eaux, août 1482)

## Règne deCharles VIII
- Confirmation des statuts et coutumes des bouchers de Paris (Mehun-sur-Loire, novembre 1483)
- Confirmation des statuts des taillandiers (tailleurs) et pourpointiers de la ville d'Amboise (Tours, mars 1483)
- Confirmation des privilèges du premier barbier du Roi, et des autres barbiers du royaume (Tours, mars 1483)
- Statuts et ordonnances des cordonniers de Chartres (Étampes, avril 1484)
- Confirmation des privilèges des tanneurs de cuir à Chartres (Chartres, avril 1484)
- Confirmation de lettres relatives aux contestations qui s'étaient élevées entre les bouchers et les tanneurs de Chartres (Chartres, avril 1484)
- Lettres concernant les vendeurs de vin de la ville de Paris (Paris, juillet 1484)
- Lettres concernant les marchands de draps de Rouen (Paris, juillet 1484)
- Confirmation des privilèges accordés par les prédécesseurs de Charles VIII aux maîtres-jurés chirurgiens à Paris (Paris, juillet 1484)
- Confirmation des privilèges et statuts des tailleurs de robes de la ville de Paris (Paris, août 1484)
- Statuts des apothicaires et épiciers de la ville de Paris (Paris, août 1484)
- Statuts des barbiers de Saint-Jean-d'Angély (Paris, août 1484)
- Statuts des chaudronniers de Paris (Paris, septembre 1484)
- Confirmation des privilèges des pécheurs de Mantes (au Bois de Vincennes, septembre 1484)
- Statut et ordonnance des bonnetiers de Bourges (mars 1485)
- Statut et ordonnance des couturiers, tailleurs de robes et pourpoints de la vile de Chartres (Paris, mars 1485)
- Confirmation des statuts et ordonnances du métier des tondeurs de draps à table sèche de la ville de Paris (1484)
- Statut et ordonnance pour les marchands de poisson d'eau douce de la ville de Paris (1484)
- Confirmation des statuts et ordonnances des chaussetiers de Pontoise (1484)
- Confirmation des privilèges des barbiers et des chirurgiens de Chartres (Paris, juillet 1484)
- Lettres qui confirment les statuts des menuisiers du Mans (Amboise, octobre 1497)

## Règne deLouis XII
- Lettres patentes qui autorisent les habitants de Nîmes à exercer l'état de draperie (Paris, juillet 1498)
- Lettres patentes par lesquelles sont confirmés les privilèges accordés aux maîtres jurés en l'art de la chirurgie (Paris, juillet 1498)
- Lettres patentes portant confirmation des privilèges des maîtres, ouvriers et compagnons besognant en l'art, métier et industrie des draps d'or, d'argent et de soie dans la ville de Tours (Paris, juillet 1498)
- Lettres patentes confirmant les privilèges de la ville de Montpellier et spécialement l'exercice de la draperie dans cette ville  (Paris, juillet 1498)
- Édit portant sur la création de quatre jurés sur le métier de faiseur de draps d'or, d'argent et de soie de la ville de Tours (Paris, septembre 1498)
- Lettres patentes par lesquelles le roi confirme les privilèges des tisserands de Meaux (octobre 1498)
- Lettres patentes qui confirment les statuts et privilèges des ferrons de Normandie résidant entre les rivières d'Ourne et d'Eure (novembre 1498)
- Lettres qui confirment les statuts et privilèges des bouchers de la ville d'Angers accordés par différents rois (Angers, janvier 1499)
- Lettres par lesquelles le roi confirme les privilèges de la confrérie des merciers de Bordeaux (Angers, février 1499)
- Lettres qui confirment les statuts et privilèges des épingliers de la ville de Lyon (Blois, mars 1499)